# 창녕 이장곤 묘 석상
창녕 이장곤 묘 석상(昌寧 李長坤 墓 石像)은 대한민국 경상남도 창녕군에 있는 조선 중기의 문신인 이장곤 선생의 유적지에 있는 석상 유물이다.
1994년 7월 4일 경상남도의 유형문화재 제296호 창녕대동리금헌묘석상으로 지정되었다가, 2018년 12월 20일 현재의 명칭으로 변경되었다.

## 개요
조선 중기의 문신인 이장곤 선생의 유적지에 있는 석상 유물이다.
이장곤(1474∼ ?)은 연산군 8년(1502) 문과에 급제하여, 그후 여러 벼슬을 지내다가 북쪽의 오랑캐를 무찌르는데 공을 세워 이조참판과 병조판서를 지냈다.
그의 유적지에는 네모 반듯하게 쌓아올린 무덤 1기, 문인석상 2기, 하루방 모양의 무인석상 2기, 망주석 2기, 이장곤 선생 둘째형의 묘 1기, 이장곤 부부의 묘 1기, 묘비 1기, 또 이장곤 선생의 업적을 기록한 신도비 1기가 자리하고 있다.

## 참고 문헌
- 창녕 이장곤 묘 석상 - 국가유산청 국가유산포털